# Landtagswahlkreis Innviertel
Der Wahlkreis Innviertel (Wahlkreis 2) ist ein Wahlkreis in Oberösterreich, der die politischen Bezirke Braunau am Inn, Ried im Innkreis und Schärding umfasst. Bei der Landtagswahl 2015 waren im Wahlkreis Innviertel 165.252 Personen wahlberechtigt, wobei bei der Wahl die Freiheitliche Partei Österreichs (FPÖ) mit 37,4 Prozent erstmals als stärkste Partei vor der Österreichischen Volkspartei (ÖVP) mit 36,1 Prozent hervorging. Dadurch kamen FPÖ und ÖVP auf je drei Grundmandate, die Sozialdemokratische Partei Österreichs (SPÖ) erreichte ein Mandat. Bei Landtagswahl 2021 war die ÖVP wieder stimmenstärkste Partei, sie konnte drei Grundmandate erreichen, die FPÖ zwei und die SPÖ eines.

## Geschichte
Der Wahlkreis Innviertel wurde mit dem Gesetz Nr. 29 vom 18. März 1925 im Zuge der Änderung der Landtagswahlordnung vom 18. März 1919 geschaffen. Per Gesetz wurde der Wahlkreis aus den Gerichtsbezirken Braunau am Inn, Engelhartszell, Mattighofen, Mauerkirchen, Obernberg am Inn, Raab, Ried im Innkreis, Schärding und Wildshut gebildet, wobei Ried als Sitz der Wahlbehörde festgelegt wurde. Hatte die Landtagswahlordnung von 1919 noch acht Wahlkreise vorgesehen, so war die Anzahl der Wahlkreise mit der Gesetzesänderung von 1925 auf vier reduziert worden. Der Wahlkreis Innviertel entstand dabei aus dem ehemaligen Wahlkreis Ried (Wahlkreis 4) und Teilen des ehemaligen Wahlkreises Schärding (Wahlkreis 5). 1949 wurde das Gebiet des Wahlkreises schließlich mit Wahlkreis 13 der Nationalratswahlordnung gleichgesetzt, der jedoch dieselben Gerichtsbezirke umfasste. Mit der O. ö. Landtagswahlordnungsnovelle 1967 wurde das Gebiet des Wahlkreises schließlich mit den politischen Bezirken Braunau am Inn, Ried im Innkreis und Schärding gleichgesetzt.

## Wahlergebnisse
| Landtagswahlen in Landtagswahlkreis Innviertel 1985 bis 2021 | Landtagswahlen in Landtagswahlkreis Innviertel 1985 bis 2021 | Landtagswahlen in Landtagswahlkreis Innviertel 1985 bis 2021 | Landtagswahlen in Landtagswahlkreis Innviertel 1985 bis 2021 | Landtagswahlen in Landtagswahlkreis Innviertel 1985 bis 2021 | Landtagswahlen in Landtagswahlkreis Innviertel 1985 bis 2021 | Landtagswahlen in Landtagswahlkreis Innviertel 1985 bis 2021 | Landtagswahlen in Landtagswahlkreis Innviertel 1985 bis 2021 |
| Wahltermin                                                   | GM*                                                          |                                                              | ÖVP                                                          | SPÖ                                                          | FPÖ                                                          | GRÜNE                                                        | Sonstige                                                     |
| ------------------------------------------------------------ | ------------------------------------------------------------ | ------------------------------------------------------------ | ------------------------------------------------------------ | ------------------------------------------------------------ | ------------------------------------------------------------ | ------------------------------------------------------------ | ------------------------------------------------------------ |
| 6. Oktober 1985                                              |                                                              | Stimmenanteile (%)                                           | 58,01                                                        | 30,22                                                        | 8,20                                                         | 1,43                                                         | 2,15                                                         |
| 6. Oktober 1985                                              | 9                                                            | Grundmandate                                                 | 5                                                            | 2                                                            | 0                                                            | 0                                                            | 0                                                            |
| 6. Oktober 1991                                              |                                                              | Stimmenanteile (%)                                           | 48,53                                                        | 24,99                                                        | 22,31                                                        | 2,76                                                         | 1,41                                                         |
| 6. Oktober 1991                                              | 9                                                            | Grundmandate                                                 | 4                                                            | 2                                                            | 2                                                            | 0                                                            | 0                                                            |
| 5. Oktober 1997                                              |                                                              | Stimmenanteile (%)                                           | 45,05                                                        | 21,65                                                        | 25,77                                                        | 4,47                                                         | 3,07                                                         |
| 5. Oktober 1997                                              | 9                                                            | Grundmandate                                                 | 4                                                            | 2                                                            | 2                                                            | 0                                                            | 0                                                            |
| 28. September 2003                                           |                                                              | Stimmenanteile (%)                                           | 49,18                                                        | 31,22                                                        | 12,31                                                        | 6,60                                                         | 0,69                                                         |
| 28. September 2003                                           | 9                                                            | Grundmandate                                                 | 4                                                            | 2                                                            | 1                                                            | 0                                                            | 0                                                            |
| 27. September 2009                                           |                                                              | Stimmenanteile (%)                                           | 50,60                                                        | 19,60                                                        | 18,87                                                        | 6,96                                                         | 3,98                                                         |
| 27. September 2009                                           | 9                                                            | Grundmandate                                                 | 4                                                            | 2                                                            | 1                                                            | 0                                                            | 0                                                            |
| 27. September 2015                                           |                                                              | Stimmenanteile (%)                                           | 36,09                                                        | 14,75                                                        | 37,42                                                        | 7,84                                                         | 3,89                                                         |
| 27. September 2015                                           | 9                                                            | Grundmandate                                                 | 3                                                            | 1                                                            | 3                                                            | 0                                                            | 0                                                            |
| 26. September 2021                                           |                                                              | Stimmenanteile (%)                                           | 42,47                                                        | 12,92                                                        | 24,65                                                        | 8,99                                                         | 10,98                                                        |
| 26. September 2021                                           | 9                                                            | Grundmandate                                                 | 3                                                            | 1                                                            | 2                                                            | 0                                                            | 0                                                            |

*GM = Anzahl der möglichen Grundmandate